# Otto Carius
Otto Carius (ur. 27 maja 1922 w Zweibrücken, zm. 24 stycznia 2015 w Herschweiler-Pettersheim) – niemiecki oficer w stopniu porucznika, uczestnik II wojny światowej, wsławiony zniszczeniem 150 czołgów. Odznaczony Krzyżem Rycerskim Krzyża Żelaznego z Liśćmi Dębu.

## II wojna światowa

### Wczesne lata wojny
Otto próbował dostać się do wojska, jednak jego obie wcześniejsze próby zakończyły się stwierdzeniem „Niezdolny do służby w chwili obecnej, niedowaga!”. Jednak w maju 1940, Otto ostatecznie trafił do 104 zapasowego batalionu piechoty w Poznaniu. Po przejściu szkolenia z walk pancernych, na ochotnika przeszedł do Korpusu Pancernego. Trafił do 7. Batalionu Rezerwowego Czołgów.
Jego jednostka została włączona do nowo powstałego 21 Pułku Pancernego w 20 Dywizji Pancernej i w czerwcu 1941, wysłana do Prus Wschodnich. To właśnie od Prus Wschodnich rozpoczął swoją drogę wojenną. Pierwszą bitwę pancerną stoczył w czołgu PzKpfw 38(t) w końcu czerwca 1941, podczas operacji Barbarossa. W trakcie trwania jednej z bitew, Carius został ranny od pocisków, które przestrzeliły pancerz jego czołgu.

### Końcowe lata wojny
W 1943 roku Carius został przeniesiony do Panzer-Abteilung 502 (502 Batalion Czołgów Ciężkich). Ta jednostka walczyła pod Leningradem, a następnie w obszarze Narwy w Estonii (Bitwa o Narwę). Latem 1944 roku Carius został poważnie ranny. Po wyleczeniu ran, na początku 1945 roku, mianowano go dowódcą Jagdtigera w 512 Batalionie Ciężkich Dział Pancernych operującym na Zachodzie.
8 marca 1945, bez przeszkolenia, razem z drugą kompanią został skierowany na linię frontu w pobliżu Siegburga. Po czym wziął udział w obronie rzeki Ren, ostatecznie razem ze swoją jednostką poddał się Armii Amerykańskiej 15 kwietnia 1945.
Otto Carius w czasie II wojny światowej zniszczył ponad 150 czołgów. Wraz z Johannesem Bölterem, Ernstem Barkmannem, Kurtem Knispelem i Michaelem Wittmannem jest uważany za jednego z największych czołgistów w historii.

### Po zakończeniu wojny
Po wojnie założył aptekę o nazwie „Tygrysia Apteka” w Herschweiler-Pettersheim, Nadrenia-Palatynat. Napisał także książkę o własnych doświadczeniach w czasie wojny, zatytułowaną Tygrysy w błocie.
Zmarł 24 stycznia 2015 roku w wieku 92 lat.

## Nagrody i osiągnięcia
- Czarna Odznaka za Rany (8 lipca 1941)
- Medal za walkę na froncie wschodnim (20 sierpnia 1941)
- Krzyż Żelazny
  - II klasy (15 września 1942)
  - I klasy (23 listopada 1943)
- Srebrna Odznaka za Rany (15 grudnia 1943)
- Krzyż Rycerski Krzyża Żelaznego z Liśćmi Dębu
  - Krzyż Rycerski (4 maja 1944)
  - Liście Dębu (27 lipca 1944)
- Srebrna Odznaka za Walki Pancerne (1 września 1944)
- Złota Odznaka za Rany (11 września 1944)

## Literatura
- Hart, Stephen A (2007). Sherman Firefly vs Tiger: Normandy 1944. Osprey Publishing. ISBN 1-84603-150-8.
- Tygrysy w błocie (2010). ISBN 978-83-621-2940-9.